# Carlo Van Dam
 (avril 2016).
Carlo Van Dam, né le 27 février 1986 à Flardingue, est un pilote automobile néerlandais.

## Carrière

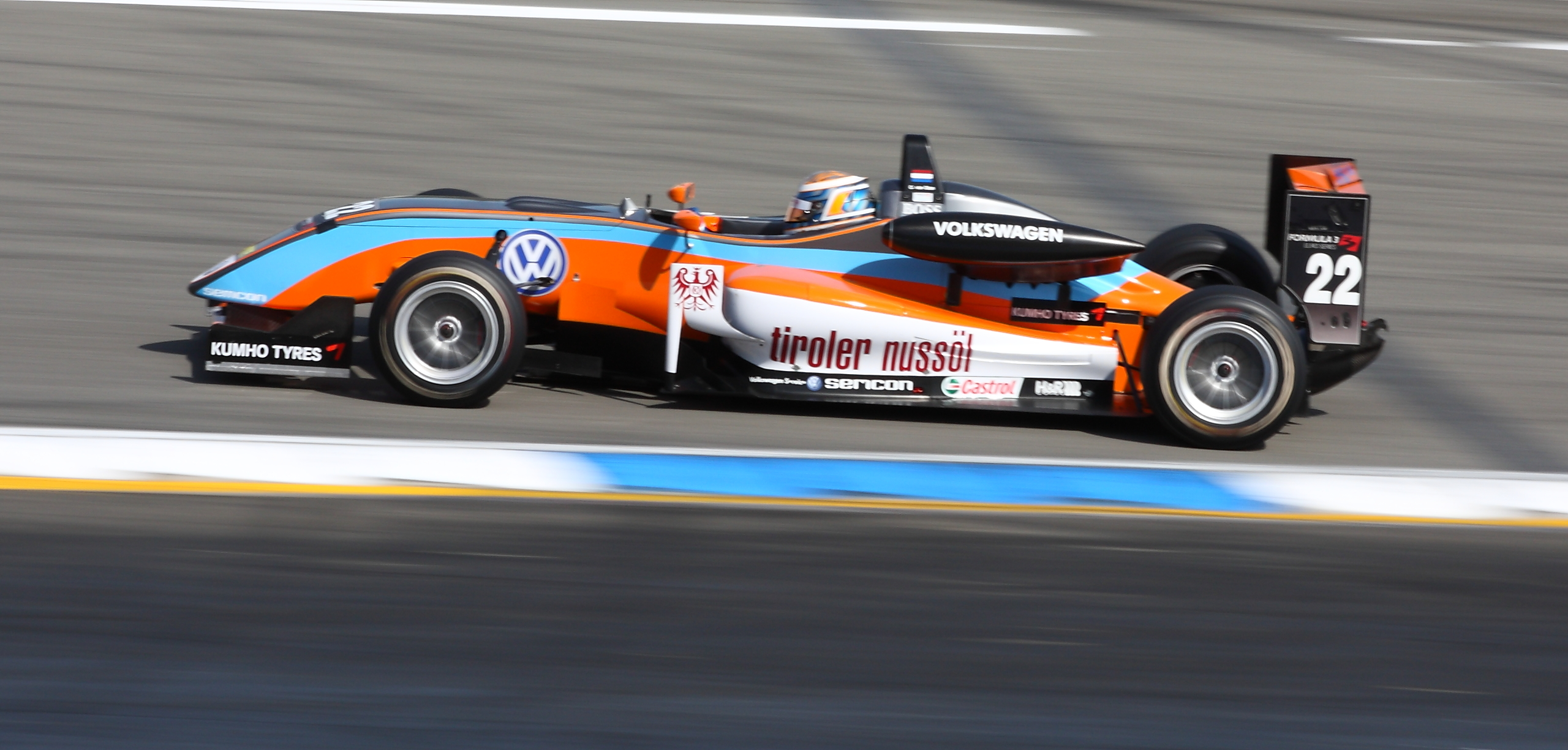
Carlo Van Dam sur Dallara F308 en 2009

- 2001 : Champion d'Europe de karting Formula A, sur Gillard-Parilla
- 2004 : Formule Renault 2000 néerlandaise, 5e
- 2005 : Eurocup Formule Renault, 4e
  - Formule Renault 2000 néerlandaise, 7e
- 2006 : Eurocup Formule Renault, 3e
  - Championnat de France de Formule Renault, 13e
- 2007 : Championnat d'Allemagne de Formule 3, champion
- 2008 : Championnat du Japon de Formule 3, champion